# Sextet (futbol)
El terme sextet s'utilitza principalment a la premsa esportiva per referir-se al fet de guanyar sis títols estatals i internacionals importants en l'esport, especialment en el futbol, en un any o temporada esportiva.
Durant una temporada de futbol, els clubs acostumen a participar en diverses competicions estatals, com ara una lliga i una o més competicions de copa, i de vegades en competicions continentals. Guanyar diverses competicions es considera un èxit especialment significatiu. Els doblets i els triplets solen ser èxits recordats durant temps, però es produeixen amb una certa freqüència, mentre que guanyar quatre o més trofeus en una temporada és molt menys freqüent. A la dècada de 2010, els termes quartet, quintet i sextet s'utilitzaven de vegades per referir-se a quatre, cinc i sis trofeus en una sola temporada.
Aquesta llista es limita als clubs que juguen a la màxima divisió del seu sistema de lliga.
El Barcelona i el Bayern de Múnic són actualment els dos únics equips que han aconseguit el sextet, aconseguint aquesta gesta el 2009 i el 2020, respectivament.

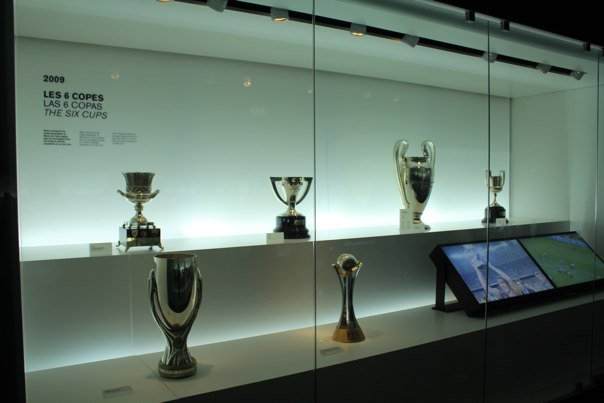
Els sis trofeus guanyats pel FC Barcelona l'any 2009 s'exposen al museu del Camp Nou.

## Sextet al futbol europeu
Pel que fa al futbol, el sextet significa que un club ha de guanyar sis competicions oficials seguides. Això es pot aconseguir amb victòries en la mateixa temporada.

### Els tres títols estatals
- guanyar el campionat estatal
- guanyar la copa estatal
- guanyar la supercopa estatal o guanyar la copa de la lliga estatal

### Els dos títols internacionals del continent
- guanyar la UEFA Champions League
- guanyar la Supercopa de la UEFA

### El títol internacional a escala mundial
- guanyar la Copa del Món de Clubs de la FIFA

## Guanyadors del sextet

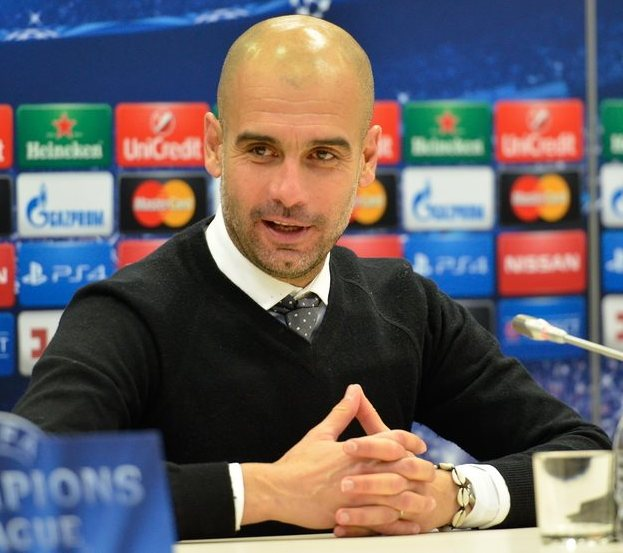
Pep Guardiola, exentrenador del Barcelona, que va aconseguir el primer sextet internacional el 2009.

### 2009:FC Barcelona

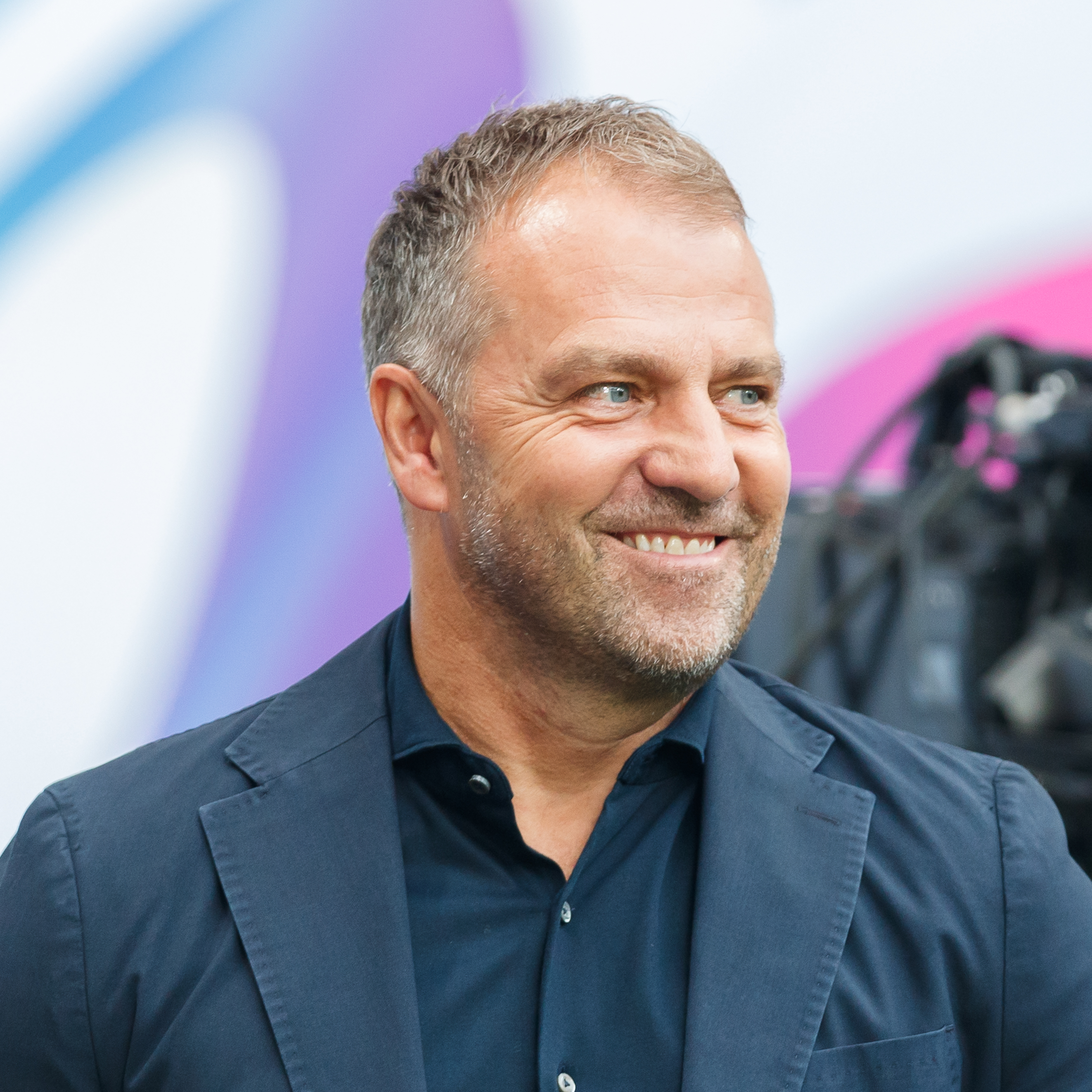
Hansi Flick, exentrenador del Bayern de Múnic, que va aconseguir el segon sextet internacional el 2020.

| Any  | Títols                           |
| ---- | -------------------------------- |
| 2009 | La Lliga                         |
| 2009 | Copa del Rei                     |
| 2009 | Supercopa d'Espanya              |
| 2009 | UEFA Champions League            |
| 2009 | Supercopa de la UEFA             |
| 2009 | Copa del Món de Clubs de la FIFA |

### 2020:FC Bayern de Múnic
| Any  | Títols                           |
| ---- | -------------------------------- |
| 2020 | Bundesliga                       |
| 2020 | DFB-Pokal                        |
| 2020 | DFL-Supercup                     |
| 2020 | UEFA Champions League            |
| 2020 | Supercopa de la UEFA             |
| 2020 | Copa del Món de Clubs de la FIFA |

## Sextets perduts
Els següents equips no van poder guanyar la sisena competició oficial després d'un quintet i, per tant, van deixar perdre el sextet:
- 1995:  L'Ajax va guanyar l'Eredivisie, la Supercopa d'Holanda, la Lliga de Campions de la UEFA, la Supercopa de la UEFA i la Copa Intercontinental, però va perdre els quarts de final de la Copa KNVB contra el Feyenoord.
- 2006:  Al Ahly – va guanyar la Premier League egípcia, la Copa d'Egipte, la Supercopa d'Egipte, la Lliga de Campions de la CAF i la Supercopa de la CAF, però va perdre les semifinals de la Copa del Món de Clubs de la FIFA contra l'Internacional.
- 2010:  Inter de Milà – va guanyar la Sèrie A, la Copa Itàlia, la Supercoppa Italiana, la UEFA Champions League i la Copa del Món de Clubs de la FIFA, però va perdre la Supercopa de la UEFA contra l'Atlètic de Madrid.[6]
- 2011:  FC Barcelona – va guanyar la Lliga, la Supercopa d'Espanya, la UEFA Champions League, la Supercopa de la UEFA i la Copa del Món de Clubs de la FIFA, però va perdre la final de la Copa del Rei contra el Reial Madrid.[7]
- 2013:  El Bayern de Múnic - va guanyar la Bundesliga, la DFB-Pokal, la UEFA Champions League, la Supercopa de la UEFA i la Copa del Món de Clubs de la FIFA, però va perdre la DFL-Supercup contra el Borussia Dortmund.[8]
- 2015:  FC Barcelona – va guanyar la Lliga, la Copa del Rei, la UEFA Champions League, la Supercopa de la UEFA i la Copa del Món de Clubs de la FIFA, però va perdre la Supercopa d'Espanya contra l'Athletic Club.[9]
- 2017:  Reial Madrid – va guanyar la Lliga, la Supercopa d'Espanya, la Lliga de Campions de la UEFA, la Supercopa de la UEFA i el Mundial de Clubs de la FIFA, però va perdre els quarts de final de la Copa del Rei contra el Celta de Vigo.[10]
- 2022:  Reial Madrid - va guanyar la Lliga, la Supercopa d'Espanya, la Lliga de Campions de la UEFA, la Supercopa de la UEFA i la Copa del Món de Clubs de la FIFA, però va perdre els quarts de final de la Copa del Rei contra l'Athletic Club.
- 2023:  Manchester City - va guanyar la Premier League, la FA Cup, la UEFA Champions League, la Supercopa de la UEFA i la FIFA Club World Cup, però va perdre l'FA Community Shield contra l'Arsenal.[11]
- 2024:   Reial Madrid - va guanyar la Lliga, la Supercopa d'Espanya, la Lliga de Campions de la UEFA, la Supercopa de la UEFA i la Copa del Món de Clubs de la FIFA, però va perdre els setzens de final de la Copa del Rei contra l'Atlètic de Madrid.

## Setè i vuitè títol
L'11 de febrer de 2021, pocs minuts després que el Bayern de Múnic guanyés la final de la Copa del Món de Clubs de la FIFA per assegurar-se un sextet, l'exentrenador del Bayern Pep Guardiola va desafiar en broma l'equip a un partit contra el Barcelona, un equip que en aquell moment era dirigit per Guardiola. Com que aquests dos equips eren els únics que havien aconseguit un sextet en la història del futbol, va suggerir que podrien jugar per un setè títol.
És tècnicament possible que determinats equips guanyin set trofeus en un sol any natural; per exemple, un club anglès de primer nivell pot guanyar els sis trofeus estàndard de calibre i format similars als aconseguits en sextuples anteriors, però també pot afegir un setè títol guanyant la Copa EFL, una copa nacional secundària a Anglaterra que no existeix als molts altres països que només tenen una competició de copa nacional. Es pot convertir en Octet si guanyen la Copa Intercontinental de la FIFA el mateix any en què també tindrà lloc la renovada Copa del Món de Clubs de la FIFA.
El Celtic va estar a punt d'aconseguir la gesta de septet el 1967, quan va afegir un títol de Copa d'Europa al seu quàdruple nacional format per la Primera Divisió escocesa, la Copa Escocesa, la Copa de la Lliga escocesa secundària i la Copa de Glasgow terciària. Tanmateix, hi va haver una absència d'una Supercopa escocesa o d'Europa en aquell moment, i la posterior derrota del Celtic contra el Racing Club argentí a la Copa Intercontinental de 1967 els va impedir aconseguir el seu setè títol important durant l'any.